# Gerhard Horsmann
Gerhard Horsmann (* 2. April 1958 in Mainz) ist ein deutscher Althistoriker.
Gerhard Horsmann studierte von 1978 bis 1983 an der Johannes Gutenberg-Universität Mainz zunächst Geschichte und Sport, später Alte Geschichte. 1982 wurde er Diplom-Sportlehrer und legte im Jahr darauf sein Staatsexamen ab. 1984 wurde er wissenschaftlicher Mitarbeiter in Mainz und promovierte 1988 mit einer Arbeit zum Thema Untersuchungen zur militärischen Ausbildung im republikanischen und kaiserzeitlichen Rom. Die Habilitation erfolgte 1997 mit der Arbeit Die Wagenlenker der römischen Kaiserzeit. Untersuchungen zu ihrer sozialen Stellung, ebenfalls in Mainz. Nach der Habilitation wurde Horsmann in Mainz Hochschuldozent, 2003 wissenschaftlicher Angestellter. 2002/2003 lehrte er als Lehrstuhlvertreter an der Rheinischen Friedrich-Wilhelms-Universität Bonn. Er ist seit Juli 2009 außerplanmäßiger Professor für Alte Geschichte an der Universität Mainz.
Horsmanns Forschungsschwerpunkte sind die Geschichte des antiken Sports und dessen Akteure, so der griechischen Agonistik und der römischen ludi, zudem die antike Sklaverei, das römische Privatrecht und die Numismatik und Geldgeschichte.

## Schriften
- Untersuchungen zur militärischen Ausbildung im republikanischen und kaiserzeitlichen Rom (= Militärgeschichtliche Studien. Band 35). Boldt, Boppard 1991, ISBN 3-7646-1897-3.
- Die Wagenlenker der römischen Kaiserzeit. Untersuchungen zu ihrer sozialen Stellung (= Forschungen zur antiken Sklaverei. Band 29). Steiner, Stuttgart 1998, ISBN 3-515-07234-9.